# 반에서 가장 싫어하는 여자애와 결혼하게 되었다.
《반에서 가장 싫어하는 여자애와 결혼하게 되었다.》(일본어: クラスの大嫌いな女子と結婚することになった。 구라스노 다이키라이나 조시토 겟콘스루 고토니 낫타[*])는 아마노 세이주가 쓴 일본의 유튜브 만화 및 그것을 원작으로 한 미디어 믹스 작품이다. 2024년 9월 시점에서 전자판을 포함한 시리즈 누계 부수는 45만 부를 돌파했다.
2020년 3월부터 유튜브 동영상으로 투고된 본작이 미디어 믹스되어 노벨라이즈판으로서 MF문고 J(KADOKAWA)에서 같은 해 12월부터 2025년 1월까지 간행되었다. 일러스트는 나루미 나나미가 담당하고 있다. 2021년 5월부터 소년 에이스 plus에도 모스콘부에 의한 코미컬라이즈판이 연재되고 있다.

## 줄거리
대기업 '호조그룹'의 후계자인 호조 사이토는 평소부터 동급생 사쿠라모리 아카네와 현저히 충돌해 그녀에 대해 서투른 의식을 안고 있었다. 그런 가운데, 할아버지인 텐류에게 갑자기 요정에 불려, 마찬가지로 할머니인 치요에게 불리고 있던 아카네와 조우한다. 사정이 마치 삼키지 못하고 있으면, 텐류·치요의 둘부터 결혼하라고 말해져 사이토와 아카네는 달게 받아들이기로 했다. 그 직후, 2명의 동거 생활이 시작된다.

## 등장인물

### 주요 인물
호조 사이토(北条 才人)
성우 - 사카타 쇼고
본작의 주인공. 학년 톱에 군림하는 우등생.
사쿠라모리 아카네(桜森 朱音)
성우 - 야노 히나키
본작의 메인 히로인. 공부를 게을리하지 않는 우등생이지만, 정기고사에서는 만년 2위.
이시쿠라 히마리(石倉 陽鞠)
성우 - 스즈시로 사유미
아카네의 친구.
호조 시세이(北条 糸青)
성우 - 히에다 네네
사이토의 사촌.
사쿠라모리 마호(桜森 真帆)
성우 - 마에다 카오리
아카네의 여동생.

### 그 외의 등장인물
호조 텐류(北条 天竜)
성우 - 오오츠카 호츄
사이토의 할아버지이며 호조그룹의 회장.
호조 레이코(北条 麗子)
성우 - 사카키바라 요시코
시세이의 어머니이자 사이토의 고모.
호조 루이(北条 留衣)
성우 - 유이카와 아사키
메이드.
사쿠라모리 치요(桜森 千代)
성우 - 히라노 후미
아카네의 할머니.
하세가와 유즈키(長谷川 柚希)
성우 - 타카마츠 히토미
사이토의 클래스메이트.
카미조노 모모카(上園 桃香)
성우 - 사이토 키아라
사이토의 클래스메이트.
오쿠야마 리오(奥山 梨央)
성우 - 노구치 이오리
사이토의 클래스메이트.

## 서지 정보

### 소설
- 아마노 세이주(저)·나루미 나나미(일러스트) 《반에서 가장 싫어하는 여자애와 결혼하게 되었다.》 KADOKAWA 〈MF문고 J〉, 전 10권
  1. 2020년 12월 25일 초판 발행(같은 날 발매[4]), ISBN 978-4-04-065939-8
  2. 2021년 4월 25일 초판 발행(4월 24일 발매[5]), ISBN 978-4-04-680332-0
  3. 2021년 8월 25일 초판 발행(같은 날 발매[6]), ISBN 978-4-04-680702-1
  4. 2021년 12월 25일 초판 발행(12월 24일 발매[7]), ISBN 978-4-04-681000-7
  5. 2022년 5월 25일 초판 발행(같은 날 발매[8]), ISBN 978-4-04-681409-8
  6. 2022년 10월 25일 초판 발행(같은 날 발매[9]), ISBN 978-4-04-681834-8
  7. 2023년 2월 25일 초판 발행(같은 날 발매[10]), ISBN 978-4-04-682206-2
  8. 2023년 11월 25일 초판 발행(같은 날 발매[11]), ISBN 978-4-04-682986-3
  9. 2024년 8월 25일 초판 발행(8월 23일 발매[12]), ISBN 978-4-04-683913-8
  10. 2025년 1월 25일 초판 발행(1월 24일 발매[13]), ISBN 978-4-04-684445-3

## TV 애니메이션
2024년 6월에 애니메이션화가 발표되었다. 2025년 1월부터 3월까지 TOKYO MX 등에서 방송되었다.

### 스태프
- 원작 - 아마노 세이주
- 원작 일러스트 - 나루미 나나미
- 캐릭터 원안 - 나루미 나나미, 모스콘부
- 감독 - 오오시마 히로유키
- 시리즈 구성 - 타카하시 타츠야
- 캐릭터 디자인 - 타즈 나나코
- 서브 캐릭터 디자인 - 오제키 미야비
- 총작화 감독 - 타즈 나나코, 오제키 미야비, 츠바타 요시아키
- 메인 프롭 디자인 - 코레사와 시게유키, 토우무, 사카이 코스케
- 요리 작화감독 - 스즈키 와루오
- 미술 설정 - 코다카 미치루
- 미술 감독 - 코마카타 료스케
- 색채 설계 - 스즈키 요코
- 촬영 감독 - 마츠무코 히사시
- 편집 - 타케미야 무츠미
- 음향 감독 - 오오테라 후미히코
- 음악 - 오케하자마 아리사
- 음악 제작 - 애니플렉스
- 프로듀스 - EGG FIRM
- 치프 프로듀서 - 니와 마사미, 오오사와 노부히로
- 프로듀서 - 하시모토 와타루, 黄士豪, 나가미네 리에코, 오오와다 토모유키, 미우라 후미, 시미즈 쿠니아키
- 애니메이션 제작 프로듀서 - 토미오카 테츠야
- 애니메이션 제작 - 스튜디오 고쿠미×AXsiZ
- 제작 - 쿠라콘 제작위원회(애니플렉스, KADOKAWA, TOKYO MX, BS11, 무빅, EGG FIRM)

### 주제가
연인 이상, 좋아함 미만(恋人以上、好き未満)
=LOVE에 의한 오프닝 테마. 작사는 사시하라 리노, 작곡은 나카무라 히데히코, 편곡은 후루카와 타카히로.
좋고 싫음도 넘어서(スキキライも追い越して)
사쿠라모리 아카네(야노 히나키), 이시쿠라 히마리(스즈시로 사유미), 호조 시세이(히에다 네네)에 의한 엔딩 테마. 작사·작곡·편곡은 하라다 시게유키.

### 에피소드 목록
| 화수 | 제목                                                             | 각본            | 그림 콘티                     | 연출              | 작화 감독 | 총작화 감독                                                 | 방송일         |
| ---- | ---------------------------------------------------------------- | --------------- | ----------------------------- | ----------------- | --- | ----------------------------------------------------------- | -------------- |
| #1   | 大嫌いな女子と結婚した。 싫어하는 여자애와 결혼하게 되었다.      | 타카하시 타츠야 | 오오시마 히로유키             | 쿠로다 유키오     | 타카나시 히카루 츠바타 요시아키 나카야마 토모키 카타오카 히데유키 나가타 유카 핫토리 켄지                                                     | 오제키 미야비 타즈 나나코                                   | 2025년 1월 3일 |
| #2   | 新生活 새로운 생활                                               | 타카하시 타츠야 | 오오시마 히로유키             | 쿠라모토 호다카   | 무라나가 유키 나카야마 토모키 이케다 타츠야 崔舒婷 타카나시 히카루 카라타니 아야코 핫토리 켄지                                                | 야마우치 나오키 타즈 나나코                                 | 1월 10일       |
| #3   | 俺の嫁 나의 신부                                                 | 야마다 테츠야   | Royden B                      | 후지나카 타츠야   | 송현주 박영희 | 츠바타 요시아키 타즈 나나코                                 | 1월 17일       |
| #4   | 夜襲 야습                                                        | 야마다 테츠야   | 오오시마 히로유키             | 노우미 마사테루   | 스기우라 케이이치 崔舒婷 호시 카즈노부 카네사카 히데유키 FanDongdong SunJiwei Wei Xu Long                                                     | 오제키 미야비 타즈 나나코                                   | 1월 24일       |
| #5   | 負けないから 지지 않을 테니까                                    | 야마다 테츠야   | 타나베 신지 오오시마 히로유키 | 오오시마 히로유키 | 최은영 신승숙 FanDongdong SunJiwei Wei Xu Long                                                                                                | 오제키 미야비 타즈 나나코 야마우치 나오키                   | 1월 31일       |
| #6   | 夫婦の初デート 부부의 첫 데이트                                  | 타카하시 타츠야 | Royden B                      | 쿠로다 유키오     | 호시 카즈노부 타카나시 히카루 카네사카 히데유키 이이다 미츠히로 스기우라 케이이치 나카야마 토모키 핫토리 켄지 이케다 타츠야                   | 츠바타 요시아키 타즈 나나코 오제키 미야비 카타오카 히데유키 | 2월 7일        |
| #7   | 指輪 반지                                                        | 타카하시 타츠야 | 오오시마 히로유키             | 타케자와 키요타카 | 이케다 타츠야 나카야마 토모키 카타오카 히데유키 나가타 유카 츠바타 요시아키 카네 후미야마 馮含露 崔舒婷 FanDongdong SunJiwei Wei Xu Long      | 오제키 미야비 타즈 나나코                                   | 2월 14일       |
| #8   | センパイ 선배                                                    | 야마다 테츠야   | 스즈키 와루오                 | 후지나카 타츠야   | 조재현 강현국 | 송현주 타즈 나나코 오제키 미야비                            | 2월 21일       |
| #9   | 妹心 여동생의 마음                                               | 야마다 테츠야   | 오오시마 히로유키             | 쿠라모토 호다카   | 카네 후미야마 崔舒婷 키무라 쿠니히코 타카나시 히카루 핫토리 켄지 카타오카 히데유키 Wang Xiao-ming Fan Dong-dong Yin Shao-feng Hwang Hyun-grak | 송현주 타즈 나나코 오제키 미야비 카타오카 히데유키          | 2월 28일       |
| #10  | 彼女 (仮) 여친 (임시)                                            | 타카하시 타츠야 | Royden B                      | 쿠로다 유키오     | 박영희 최은영 김연숙 김희정 이미영 | 오제키 미야비 타즈 나나코                                   | 3월 7일        |
| #11  | 声 목소리                                                        | 타카하시 타츠야 | 오오시마 히로유키             | 오오시마 히로유키 | 원미나 박순옥 김지은 조원하 | 송현주 황미정 오제키 미야비 타즈 나나코                     | 3월 14일       |
| #12  | 大嫌いな男子と結婚した。 가장 싫어하는 남자애와 결혼하게 되었다. | 타카하시 타츠야 | 오오시마 히로유키             | 타케자와 키요타카 | 崔舒婷 스기우라 케이이치 카타오카 히데유키 나카야마 토모키 니시다 미야코 나가타 유카                                                          | 오제키 미야비 타즈 나나코                                   | 3월 21일       |